# Būāneh
Būāneh (persiska: بوانِه, بوانه) är en ort i Iran.   Den ligger i provinsen Kurdistan, i den nordvästra delen av landet, 400 km väster om huvudstaden Teheran. Būāneh ligger 1 704 meter över havet och antalet invånare är 186.
Terrängen runt Būāneh är kuperad. Runt Būāneh är det ganska tätbefolkat, med 134 invånare per kvadratkilometer. Närmaste större samhälle är Kāmyārān, 8,0 km söder om Būāneh. Trakten runt Būāneh består i huvudsak av gräsmarker.